# Суперфрікономіка (книга)
Суперфрікономіка (англ. SuperFreakonomics: Global Cooling, Patriotic Prostitutes, and Why Suicide BomberShould) — друга книга Стівена Левітта і Стівена Дабнера, вперше вийшла у видавництві «William Morrow and Company»  у США 20 жовтня 2009 року. Українською мовою її перекладено та опубліковано у 2018 році видавництвом «Наш формат» (перекладач — Дмитро Кожедуб).

## Огляд книги
Науково-популярна «Суперфрікономіка» — це продовження спільної роботи економіста університету Чикаго Стівена Левітта та журналіста The New York Times Стівена Дабнера «Фрікономіка» (англ. Freakonomics), що вже стала бестселером за чотири роки до того. Книги, що вивчає взаємозв’язок, здавалося б, незв'язаних між собою речей та подій.
- Чим вулична повія схожа на Санту з універмагу?
- Скільки корисного роблять автокрісла?
- Який найкращий спосіб зловити терориста?
- Як телебачення викликало зростання злочинності?
- Що спільного між ураганами, інфарктами та смертельними наслідками на автомагістралях?
- Чи справді люди жорстко налаштовані на альтруїзм чи егоїзм?
- Чи можна їсти кенгуру, рятуючи планету?
- Що додає більшу цінність: сутенер або ріелтор?

У вступному розділі сказано, що тема книги досліджує концепцію, за якою ми всі працюємо за певну винагороду, ми реагуємо на стимули, пояснюється, що ми повинні розглядати проблеми з економічного погляду.
У першому розділі розглядається нерівність у категоріях оплати праці для чоловіків та жінок, досліджується проституція та сутенерство в Південному Чикаго. Сутенери та брокери порівнюються на основі ідеї, що вони допомагають продавати свої послуги на великий ринок.
Другий розділ стосується шаблонів та деталей. Розглядається проблема залежності від часу, місця і обставин в яких народилася дитина, описується проблема "ефекту відносності віку" і яку вагому роль вона відіграє у багатьох видах спорту. Обговорюються навички лікарів та створення комп'ютерної системи Azyxxi, а також проводяться паралелі з тим, як банки відстежують терористів у Великої Британії.
Альтруїзм обговорюється у третьому розділі, використовуючи приклади вбивства Кітті Дженовезе, спалах злочинності 1960-х, викликаний телебаченням, та економічні експериментальні ігри, таки, наприклад, як дилема в'язня.
Четвертий розділ про непередбачені наслідки та прості виправлення. Він детально розповідає про роботу Ігнаца Земмельвейса в лікарнях, про використання ременів безпеки та дитячих автокрісел, про можливість зменшення кількості ураганів.
У п'ятому розділі розглядаються зовнішні фактори та глобальне потепління. Тут обговорюється, чому економіка не обов'язково враховує екологічні проблеми. Крім того, автори пропонують альтернативний шлях вирішення глобального потепління шляхом додавання до атмосфери двоокису сірки.
Епілог стосується мікроекономіки, і обговорюється вивчення того, чи можна навчити мавп використовувати гроші.

## Відгуки
«Суперфрікономіка» отримала високу оцінку за свою розважальну цінність, але й критику за нетрадиційні підходи до предметів вивчення, зокрема глобального потепління.
- У Financial Times Тім Гарфорд, автор «The Undercover Economist» (укр. Речі, що змінили світ. Історія економіки в 50 винаходах), сказав, що «…Суперфрікономика дуже схоже на Фрікономіку, але краще»[2].
- У New York Post критик і письменник Кайл Сміт назвав цю книгу «хоробра, міцна і чудово протилежна»[3].
- BusinessWeek надав книзі три з половиною зірки з п'яти, кажучи, що книга є «винахідливою та навіть корисним застосуванням економіки до незвичайних предметів»[4].

## Переклади українською
- Стівен Левітт, Стівен Дабнер. Суперфрікономіка / пер. Дмитро Кожедуб. — К.: Наш Формат, 2018. — 256 с. — ISBN 978-617-7552-65-8.